# Luke Rhinehart (George Cockcroft)
Pour les articles homonymes, voir Cockcroft.
Œuvres principales
L'Homme-dé, Invasion
Luke Rhinehart (de son vrai nom George Powers Cockcroft), né le 15 novembre 1932 à Albany dans l'État de New York, mort le 6 novembre 2020 à Canaan dans ce même État, est un écrivain américain. Auteur de neuf livres dont le plus connu est L'Homme-dé, roman semi-autobiographique racontant l'histoire d'un homme jouant le destin de sa vie aux dés.

## Biographie
Luke Rhinehart est né dans la ville américaine d'Albany d'un père ingénieur téléphoniste et d'une mère femme au foyer. Son père se suicide alors qu'il a 9 ans.
Il est éduqué dans une académie militaire. Pour surmonter sa timidité maladive ou résoudre des situations inextricables, il joue. Il définira ainsi ce qui deviendra son mode de vie : « Le jeu, l'amusement, voilà ce que devrait être la vie humaine. »
Il s'intéresse au soufisme et au zen (il écrira plus tard deux ouvrages avec des personnages soufis (Matari en 1975) ou zens (Adventures of Wim en 1986). Il débute comme professeur de littérature américaine au Dowling College (en) de Long Island. C'est lors d'un séminaire sur la liberté qu'il a l'idée de laisser les dés dicter des choix de vie. 
En 1953, dans un roman non publié, il invente un personnage du nom de Luke Rhinehart, nom qui lui sert de pseudonyme par la suite. Il rencontre sa femme Ann grâce aux dés. Voyant deux infirmières sortant de leur journée de travail, il avait laissé le hasard lui en désigner une et avait proposé de la raccompagner. Ils se sont mariés le 30 juin 1956, ont eu trois enfants, des petits-enfants et des arrière-petits-enfants,.
Dans les années 1960, les dés l'ont amené, lui et sa femme, à vivre au Mexique ou dans d'autres pays d'Amérique, puis sur un bateau avec sa femme et ses trois enfants — dont il tirera le livre  Odyssée du vagabond — et dans le village de Deià à Majorque.
C'est sur l'île espagnole, alors qu'il avait débuté l'écriture de L'Homme-dé depuis quatre ans, que Rhinehart rencontre l'éditeur anglais Mike Franklyn qui l'incite à terminer son livre qu'il publie en 1971. Le livre passe inaperçu dans sa première éditions aux États-Unis mais connait le succès en Grande-Bretagne puis en Suède, au Danemark  et en Espagne. L'ouvrage va se vendre à plus de deux millions d'exemplaires, devenant un livre culte dans la culture populaire, inspirant ainsi de nombreuses personnalités du monde du rock. Rhinehart se réinstalle plus tard aux États-Unis mais en préservant son incognito. Il meurt chez lui à Canaan dans le nord de l'État de New York, à 87 ans.
Luke Rhinehart a publié dix romans (pas tous traduits en français) mais aussi divers autres ouvrages dont un livre de développement personnel.

## Œuvres
- The Dice Man (1971) Publié en français sous le titre L'Homme-dé, traduction de Didier Coste, sous le pseudonyme de James du Morier, Paris, Seuil, 1973, réédité dans la traduction de Didier Coste (sans usage du pseudonyme de James du Morier), Paris, L'Olivier, 1995,  (ISBN 9782879290782), réédition Paris, L'Olivier, coll. Petite bibliothèque américaine no 16, 1998, nouvelle traduction par Francis Guévremont, Paris, Aux Forges de Vulcain 2019
- Matari ou White Wind, Black Rider (1975) Publié en français sous le titre Vent blanc, noir cavalier, traduction de Francis Guévremont, aux éditions Aux Forges de Vulcain, 2021
- The Book of est (1976)
- Long Voyage Back (1983) Publié en français sous le titre L'Odysée du vagabond, traduction de James Bryant, Paris, Robert Laffont, 1984. Nouvelle traduction par Francis Guévremont, aux éditions Aux Forges de Vulcain, 2023
- Adventures of Wim (1986)
- The Search for the Dice Man (1993)
- The Book of the Die (2000)
- Whim (2002, nouvelle version de Adventures of Wim)
- Naked Before the World: A Lovely Pornographic Love Story (2008)
- Jesus Invades George: An Alternative History  (2013) Publié en français sous le titre Jésus-Christ Président, traduction de Francis Guévremont, aux éditions Aux Forges de Vulcain, 2020
- Invasion (2016) Publié en français sous le titre Invasion, traduction de Francis Guévremont, Paris, Aux Forges de Vulcain, 2018